# Абернети, Джон
Джон А́бернети (англ. John Abernethy; 1764—1831) — известный английский хирург и анатом.

## Биография
Джон Абернети родился в Колман-стрит англ. Coleman Street в Лондон-Сити, где отец Джона был купцом.
После окончания гимназии (англ. Wolverhampton Grammar School) поступил на работу в госпиталь святого Варфоломея, где постоянно совершенствовал свои медицинские навыки будучи интерном у сэра Чарльза Блике (англ. Charles Blicke; (1745—1815)). При больнице он посещал лекции сэра Уильяма Близарда (англ. William Blizard), Персивелла Потта и Джона Хантера.
В 1787 году Джон Абернети был назначен помощником хирурга. Находясь в этой должности, он начал читать лекции в своём доме возле больницы, и со временем стал основателем медицинской школы Святого Варфоломея. Он занимал должность помощника хирурга 28 лет, а в 1815 году был избран главным хирургом госпиталя. Он до этого времени преподавал анатомию в Королевском колледже хирургов (1814). Абернети не так часто оперировал самостоятельно, хотя его имя часто ассоциируется с лечением аневризмы на перевязки наружной подвздошной артерии.
Как преподаватель Джон Абернети был чрезвычайно привлекательным, и его успех в обучении во многом объясняется убедительностью, с которой он изложил свои взгляды. Однако, существует мнение, что влияние, которое он оказывал на тех, кто присутствовал на его лекциях, не всегда было полезным, ибо его мнение было поставлено слишком догматически, и всех, кто в значительной мере не разделял его воззрений, он крайне презрительно подавлял, вместо того, чтобы всячески стимулировать медицинские исследования.
Известности в своей практике он достиг, не только своим высоким профессиональным мастерством, но и, отчасти, благодаря эксцентричности. Он был очень упрям со своими пациентами, рассматривал их нередко жёстко, а иногда даже грубо.
Абернети оставил свою должность в больнице Святого Варфоломея в 1827 году.
Скончался Джон Абернети 20 апреля 1831 года, в английской столице, в своей резиденции в Энфилде.

## Избранная библиография
- «Surgical and physiological essays» (Лондон, 1793—97)
- «Surgical observations» (1804—11).
- Полное собрание сочинений издано под заглавием «Surgical and physiological works» (Лондон, 1831).